# AliEros
L' AliEros è stato un aliscafo di proprietà di Alilauro ed in servizio per Nav.Ar.Ma. nel 1973.

## Servizio
Nel 1972 l'allora Nav.Ar.Ma tentò di avviare un servizio in concorrenza a SNAV con l'utilizzo di 4 aliscafi di nuova costruzione sui collegamenti per Corsica ed Elba, che ordinò al cantiere navale sovietico Ordzhonikidze Works di Poti. 
Uno di questi, l'AliEros, venne varato nel 1973 e prese inizialmente servizio per Alilauro nel golfo di Napoli.
Ribattezzato AliBastia pochi mesi dopo, entrò in servizio sui collegamenti per l'Elba e per la Corsica insieme ai 3 gemelli.
Tuttavia, l'esperimento si rivelò di scarsa redditività a causa dell'eccessivo consumo di carburante da parte dei 4 aliscafi, portando nel 1975 alla conclusione della partnership tra le due compagnie.
AliBastia ed AliGiglio, a differenza di AliElba ed AliCorsica, non fecero ritorno a Napoli, ma continuarono ad operare in Toscana in noleggio a Toremar fino al 1977.
Nel 1982 viene ribattezzato AliEros.
Nel 2003 viene disarmato e successivamente demolito.

## Navi gemelle
- AliGiglio
- AliCorsica
- AliElba